# Asandros du Bosphore
Pour le diadoque, voir Asandros.
Asandros Philocaesar Philoromaios (en grec moderne : Άσανδρoς Φιλοκαισαρ Φιλορώμαίος, et en latin : Asander Philocaesar Philoromaios), plus connu sous le nom de Asandros et également connu sous le nom de Asandre ou encore de Asandrochos (né en 110 av. J.-C. et mort en 17 av. J.-C.), est un archonte puis roi du Bosphore et de Colchide qui règne de 45 à 17 av. J.-C.

## Biographie
Asandros est le stratège préposé aux Aspurgiens, Aspourgianoi ou Aspurgiani, peuple d’origine sarmate établi sur la rive asiatique du détroit de Kertch et qui contrôlent Phanagoria et Gorgippia.
Après sa défaite devant César à la bataille de Zéla, Pharnace II, revenant vers son royaume du Bosphore, doit affronter les forces d’Asandros révolté. Le roi Pharnace II, vaincu dans un combat, meurt de ses blessures en 47 av. J.-C. Son stratège rebelle prend le pouvoir et épouse Dynamis du Pont, la fille et héritière de Pharnace II, pour légitimer sa situation. Il est toutefois détrôné par César qui remet le royaume du Bosphore Cimmérien à son client Mithridate de Pergame, un fils de Mithridate VI.
Après l'assassinat de César à Rome et la mort au combat de Mithridate de Pergame (pendant les luttes dynastiques pour le trône pontique), l'empereur romain Auguste rétablit Asandros sur le trône en 45 av. J.-C. Il règne comme roi client des Romains jusqu’à sa mort en 17 av. J.-C.

## Famille

### Mariage et enfants
Il épouse tout d'abord une femme nommée Glykareia.
De son union en 47 av. J.-C. avec sa seconde épouse, Dynamis du Pont, il eut :
- Aspourgos, dont la dynastie vassale de Rome se maintient jusqu’au IVe siècle ;
- Asandros II (ru).